# Ain't Life Grand
Albums de Slash's Snakepit
It's Five O'Clock Somewhere
(1995)
Ain't Life Grand est le deuxième album de Slash's Snakepit, sorti en 2000.

## Liste des chansons
| No  | Titre              | Durée |
| --- | ------------------ | ----- |
| 1.  | Been There Lately  | 4:28  |
| 2.  | Just Like Anything | 4:23  |
| 3.  | Shine              | 5:21  |
| 4.  | Mean Bone          | 4:40  |
| 5.  | Back to the Moment | 5:33  |
| 6.  | Life's Sweet Drug  | 3:53  |
| 7.  | Serial Killer      | 6:19  |
| 8.  | The Truth          | 5:17  |
| 9.  | Landslide          | 5:30  |
| 10. | Ain't Life Grand   | 4:54  |
| 11. | Speed Parade       | 3:52  |
| 12. | The Alien          | 4:27  |

## Personnel
Slash's Snakepit
- Slash – guitare solo
- Rod Jackson – chant
- Ryan Roxie – guitare rythmique, chœurs
- Johnny Griparic – basse
- Matt Laug – batterie

Musiciens additionnels
- Teddy Andreadis – claviers, chœurs
- Collin Douglas – percussions
- Jimmy "Z" Zavala – saxophone, harmonica
- Lee Thornburg – trompette
- Jeff Paris – chœurs
- Karen Lawrence – chœurs
- Kelly Hansen – chœurs
- Kim Nail – chœurs
- Raya Beam – chœurs sur "Mean Bone"

Production personnel
- Jack Douglas – production, sitar, chœurs
- Jay Messina – mixage
- Jim Mitchell – production additionelle, ingénieur
- Ales Olssen – ingénieur additionnel
- John Tyree – ingénieur additionnel
- Maurizio "Maui" Tiella – ingénieur additionnel
- George Marino – mastering
- Greg Calbi – mastering